# Fets de Peracamps
Els Fets de Peracamps són accions d'armes que tingueren lloc durant la primera guerra Carlina a les formidables posicions i congostos dels voltants del llogaret de Peracamps, a prop de Solsona.

## L'alliberament de Solsona l'abril del 1837
El primer ocorregué el 1837 quan arribà el baró de Meer, que exercia el comandament en cap de l'exèrcit liberal de Catalunya, a fi de socórrer Solsona, que havia estat ocupada per sorpresa la nit del 20 al 21 d'abril per l'infatigable Benet Tristany. El baró de Meer feu que la segona divisió marxés ràpidament a Cardona, i que la 3a, que estava a Agramunt, se li unís a Torà. El matí del 30 l'avantguarda, menada pel coronel Clemente, atacà als carlins que ocupaven posicions a les cases de Vallferosa, d'on els desallotjà, alhora que a Peracamps.
L'exèrcit liberal continuà avançant. La rereguarda i flanc esquerre van ser atacats constantment i es van veure obligat a acampar al cim de Llobera, on arribà caiguda ja la nit. La situació de Meer era extremadament critica, mancat de queviures i municions; la columna del coronel Niubò havia estat desfeta, i el general Francisco Javier Azpiroz, cap de la tercera divisió, no rebia el comunicat, enviat des de Calaf, citant-lo a Torà, i encara que en sentir el foc s'acostà al lloc del combat, en cessar aquest tornà enrere, pernoctant a Cardona.
A les tres de la matinada el baró emprengué el moviment amb el propòsit d'obrir-se pas a la baioneta. Els carlins continuaren a fustigar-los traient profit del terreny esquerp. La seva cavalleria va arribar a atacar la rereguarda, i va ser continguda pel batalló de Porto, que va haver de formar el quadre. D'aquesta forma va afavorir que l'artilleria es posés en situació de bateria. No van cessar els atacs carlins malgrat el foc de canó, i només van retrocedir davant una càrrega de la cavalleria, menada pel coronel Pavía. Tristany es veié llavors obligat a evacuar Solsona i el baró de Meer va ocupar-la a les set del matí. Les pèrdues per una i altra banda foren considerables.

## L'atac de Brujó a un convoi liberal el novembre del 1839
Havia acabat a final de 1839 la guerra civil en les províncies del Nord i encara seguia a Catalunya. El primer propòsit d'Ignasi Brujó, que menava tot l'exèrcit carlí, era impedir a tot preu l'abastiment de Solsona, ja que els seus voltants es prestaven molt a una enèrgica defensa. Ambdós exèrcits es trobaren el 14 de novembre a les altures de Sant Pere de Padullers; els liberals que havien sortit de Biosca, menats per Jeroni Valdés i de Noriega, i els carlins per Brujó. Aquest tancà el camí al comboi i ocupava amb uns 14 batallons la prolongació de la serra des de Sant Pere de Padullers fins a Peracamps on va emboscar la cavalleria que menava Balmaseda i un batalló d'infanteria a l'altra banda del camí, per aprofitar la primera oportunitat d'un atac pel flanc.
Una espessa boira baixa impedia distingir les posicions de l'enemic, i així fou que la brigada d'avantguarda, menada per Clemente, s'entrebancà amb les avançades enemigues. Començà el foc i l'avantguarda hagué de retirar-se per avançar de nou protegida pel foc de dos canons. Durant tot el matí les columnes liberals continuaven avançant i van escombrar tots els parapets sense grans dificultats, els batallons carlins van córrer vers la seva dreta. Devers les tres de la tarda es van poder reunir més de tres mil homes envers el llogaret de Sant Climent, on va arribar des d'Oliana el 4t batalló del Príncep d'Astúries, que era, sens dubte, el més brillant aguerrit de l'exèrcit carlista.
Aquest reforç i la presència del general en cap inicià una nova lluita, en la qual els carlins van posar en fugida dos batallons enemics de l'avantguarda, mentre la rereguarda liberal es veia combatuda per les forces de cavalleria carlina emboscada. Van poder salvar-se per l'eficaç auxili dels genets liberals que van passar a ganiveta els del camp oposat. El general Valdés va enviar, per fi, tropes de reforç perquè refusessin als carlins de les posicions que havien arrabassat la seva avantguarda. Es va refermar el combat, a desgrat d'haver-se tancat la nit, assolint que restés tot el camp per l'exèrcit liberal. Forts aquests en les altures de Peracamps, el comboi va prosseguir, a l'albada, la marxa cap a Solsona on tot l'exèrcit va desfilar a la vesprada. Quan se n'anà l'endemà a Biosca fou hostilitzat per l'enemic amb gran acarnissament.
Per aquesta victòria, Brujó va ser promogut mariscal de camp.

## L'atac del Ros d'Eroles el gener del 1840
El gener de 1840 es confià al general Buerens la missió de conduir un comboi a Solsona. Portava a les seves ordres les divisions d'Azpiroz, Clemente, Emilio Borso di Carminati i Salcedo, en nombre d'uns 9.000 infants, 1.000 cavalls i unes peces de muntanya.
Es va concentrar a Biosca i va acantonar les tropes fins a Massoteres, mentre els carlins prenien posicions a Peracamps. Buerens, per evitar-les, prenia un camí a través dels boscos i un xic a la dreta de la carretera que envolta les muntanyes des de Sant Pere de Padullers a Peracamps. Aquesta determinació no fou prou amagada perquè no arribés a notícia dels carlins que, deixant la major part de les seves forces en els parapets de la muntanya, encara que amb el propòsit de baixar i atacar de flanc en quant Buerens declares la seva direcció, van emboscar la divisió d'avantguarda, tota la cavalleria i tres peces de muntanya al llarg d'un barranc amb l'ordre de llençar-se sobre la rereguarda i el flanc dret enemic. Mentrestant les altres forces, baixant de llurs posicions, havien començat el combat amb l'avantguarda.
Bartomeu Porredon i Cirera, que menava les forces carlines emboscades, va atacar l'avantguarda liberal en el moment que baixava un llarg pendent, en lloc d'esperar que tot el comboi hagués desfilat. Els batallons d'Isabel II d'Espanya es replegaren amb rapidesa fins a posicions de nou al cim del turó, des d'on feren una resistència com vergonyós era l'atac. Fustigats contínuament pel flanc esquerre i rereguarda els liberals van arribar a Solsona enmig d'una desordenada marxa.
Buerens sortí de Solsona, amb un comboi de ferits, el 3 de febrer, i prop de Peracamps hagué de parar i preparar-se per lluitar perquè els carlins havien col·locat uns 16 batallons en les acostumades posicions des del poble citat a Sant Pere de Padullers; la divisió d'avantguarda constituïa l'esquerra, la primera el centre i la segona la dreta: a rereguarda, i en punts convenients, la cavalleria (uns 300 cavalls) i una bateria de muntanya.
La divisió d'avantguarda carlina inicià l'atac sobre la rereguarda dels liberals que, a més, eren fustigats pel seu flanc dret per les nombroses guerrilles del centre i dreta de l'adversari. Encara que el xoc fou molt violent i prolongat, estan propera a recular la rereguarda de l'exèrcit liberal, la tenaç resistència del centre trencà la impetuositat dels carlistes. Malgrat tot, la lluita no acabà, doncs la rereguarda de les tropes liberals fou hostilitzada sense cessar. L'acarnissament de l'acció feu que les pèrdues totals de liberals i carlins ascendissin a alguns milers d'homes.

## La victòria de Van-Halen l'abril del 1840
L'abril de 1840 de nou fou Peracamps, i per última vegada en aquella guerra, teatre de sagnants operacions. Els carlistes havien fortificat el poble i 17 cases pròximes, construïren alguns reductes i tres línies de trinxeres que feien quasi inaccessible el serral de Peracamps, efectuaren grans talls en la carretera d'Igualada a Cervera per on havia de portar el general en cap de Catalunya, Antonio van Halen i Sarti la seva artilleria, i concentraren en tan excel·lents posicions totes les seves forces que equilibraven les de l'exèrcit liberal compost de 18 batallons, 700 cavalls, una bateria de 12 i diverses de muntanya que anaven protegint un comboi de 900 mules que arribà a Biosca el 23 d'abril.
El general Van-Halen deixà tota la impedimenta en aquest poble i aquella mateixa nit acampà a la vista de Peracamps. El general carlí Josep Segarra s'havia emboscat a la dreta del camí que tenia de seguir el comboi per caure, segons costum, sobre les mules quan les forces liberals ataquessin les posicions de Peracamps. Assabentat Van-Halen d'això, disposà que Azpiroz amb nou batallons i tota la cavalleria marxés al lloc per on havia de sorprendre'l Segarra, mentre ell es posava al front de les altres tropes i es feia amo de la posició anterior a la de Peracamps i encara de les del mateix serral. Segarra, que en comptes de sorprendre, es trobà sorprès per les forces d'Azpiroz, desesperat en veure en Van-Halen amo de la posició que tenia per inexpugnable, concentrà totes les seves forces sobre els reductes i serres de Peracamps que restaven a la seva dreta.
Van-halen trencà el foc de canó contra les cases i trinxeres, i veient que els carlistes no les abandonaven, es posà al front del batalló de Savoia, escolta i guies i, atacant en columna, sota un nodrit foc, es fou apoderant en poc temps de les fortes posicions del poble i s'hi feu fort, mentre s'avançaven els caçadors, la primera divisió amb la brigada de reserva i els tiradors de cavalleria a la meitat de l'eminència següent en què estava la casa de Secanella i el reducte de Casa-Serra, defensades de manera valenta pels carlins.
Van-Halen, amb la 1a, divisió, atacà la casa, aconseguint foragitar d'ella a l'enemic, i Azpiroz, amb la segona brigada de la seva divisió, s'apoderà per l'esquerra de les posicions inter-mitges entre Secanella i el reducte Casa-Serra, aconseguint apoderar-se d'aquest últim amb el reforç de les tropes del general Clemente. Com que el reducte de Casa-Bacons havia estat abandonat, marxà Azpiroz a reconèixer els voltants de Casa del Boix i, portat de la seva valentia, atacà a l'enemic que l'ocupava, prengué una altra casa que la defensava i li agafà un canó del 4 recentment fos a Berga, rebent en aquells moments una ferida que l'impossibilità de seguir al front de la seva tropa i li causà la mort un mes més tard.
Decidida completament la batalla amb aquest últim atac, l'exèrcit liberal acampà sobre Peracamps, Casa Secanella i la dels Quadres, sense observar carlins per cap cantó, a pesar de les grans esperances que havien tingut en els seus triomfs, justificats en part, doncs s'havien reunit 11.000 infants, 700 cavalls, 14 peces en unes posicions on si contaven 17 cases ben fortificades, una sèrie no interrompuda de trinxeres a mig tret de fusell les unes de les altres, dos reductes en dues eminències quasi inaccessibles, tot això creuat de grans barrancs i al bell mig de boscos molt espessos.
El 25, a l'albada, Van-Halen envià l'artilleria rodada i els ferits a Biosca, acampant a Sant Pere de Padullers, passant també a Biosca la cavalleria i la segona brigada de la primera divisió per a racionar-se i conduir el comboi que s'havia quedat allà.
A les 5 del matí del 26 es dirigí al comboi a Solsona, trobant als carlistes ocupant les posicions de l'esquerra, i desplegant algunes forces per fer creure a l'enemic que anava a reproduir l'atac dels dies anteriors, feu canviar a la dreta el gros de les tropes i prenent el camí Torredenegó arribà al pla de l'altra banda del congost. Allí feu una aturada, presentant batalla a l'enemic que no fou acceptada, continuant després la seva marxa, portant la cavalleria al flanc esquerre per on podien presentar-se els carlins, i entrant a Solsona després d'una lleugera batussa de l'avantguarda per apoderar-se del reducte de la casa de Molins.
El 27 s'abastí de llenya la plaça i el castell, tallant-la a l'esguard dels carlins, que conversaven amb els oficials i tropes de la reina, sense que per cap banda es fes ús de les armes, restant al costat uns dels altres, el qual no fou obstacle perquè l'endemà en emprendre Van-Halen el retorn, hagués de lluitar acarnissada-ment contra 10 batallons enemics apostats als voltants de Peracamps, que foren presses pels liberals, impedint el terreny tant trencat tota mena de persecució.
En aquest primer atac fou ferit en una mà Van-Halen, el que li impedí dirigir el combat en primera línia, si bé no es retirà del camp. Les tropes liberals es replegaren en escalons sobre Sant Pere de Padullers, fent parada cobrint l'estany: els carlins escometeren amb gran ímpetu, i encara que arribaren als turons que coronaven les cases de Sant Pere, foren refusats amb pèrdues.
L'últim graó de l'exèrcit liberal arribà de nit a Biosca, i els ferits foren evacuats a Guissona. Els liberals sofriren més de 500 baixes en la jornada del 28, i les dels carlins foren molt més nombroses. Per aquestes accions es concedí al general 
Van-Halen el títol de comte de Peracamps.